# ميل نيلسون
ميل نيلسون (بالإنجليزية: Mel Nelson)‏ هو لاعب كرة قاعدة أمريكي، ولد في 30 مايو 1936 في سان دييغو في الولايات المتحدة.

## وصلات خارجية
- ميل نيلسون على موقعبيزبول رفرنس.كوم (الدوري الرئيسي) (الإنجليزية)
- ميل نيلسون على موقعبيزبول رفرنس.كوم (الدوري الثانوي) (الإنجليزية)
- ميل نيلسون على موقع جمعية أبحاث البيسبول الأمريكية (الإنجليزية)
- ميل نيلسون على موقع مشجعي الرسوم البيانية (الإنجليزية)